# Titularbistum Hierpiniana
Hierpiniana (ital.: Gerpiniana) ist ein Titularbistum der römisch-katholischen Kirche. 
Es geht zurück auf einen antiken Bischofssitz in der gleichnamigen Stadt, die sich in der römischen Provinz Byzacena befand.
| Titularbischöfe von Hierpiniana |                                             |                                                       |                  |                    |
| Nr.                             | Name                                        | Amt                                                   | von              | bis                |
| 1                               | Adolph Alexander Noser SVD                  | Apostolischer Vikar von Alexishafen (Papua-Neuguinea) | 8. Januar 1953   | 15. November 1966  |
| 2                               | Antonio Poma Titularerzbischof pro hac vice | Koadjutorerzbischof von Bologna (Italien)             | 16. Juli 1967    | 12. Februar 1968   |
| 3                               | Santos Moro Briz                            | emeritierter Bischof von Ávila (Spanien)              | 19. Oktober 1968 | 11. Dezember 1970  |
| 4                               | Constantino Amstalden                       | Koadjutorbischof von São Carlos (Brasilien)           | 11. März 1971    | 19. September 1986 |
| 5                               | Jean-Georges Deledicque                     | Weihbischof in Lille (Frankreich)                     | 19. Juni 1987    | 25. August 1997    |
| 6                               | José Francisco Sanches Alves                | Weihbischof in Lissabon (Portugal)                    | 7. März 1998     | 22. April 2004     |
| 7                               | Severino Batista de França OFMCap           | Weihbischof in Santarém (Brasilien)                   | 4. August 2004   | 7. März 2007       |
| 8                               | Paul Lortie                                 | Weihbischof in Québec (Kanada)                        | 7. April 2009    | 1. Februar 2012    |
| 9                               | Florian Wörner                              | Weihbischof in Augsburg (Deutschland)                 | 5. Juni 2012     |                    |